# Jorăști
Jorăști es una comuna ubicada en el distrito de Galați, Rumania.

## Superficie
Posee una superficie de 68,25 kilómetros cuadrados.

## Demografía
Hasta 2021 la población era de 1616 habitantes, con una densidad de población de 23,68 habitantes por kilómetro cuadrado.